# Coleophora marcarolensis
Coleophora marcarolensis is een vlinder uit de familie kokermotten (Coleophoridae). De wetenschappelijke naam is voor het eerst geldig gepubliceerd in 2004 door Baldizzone.
De soort komt voor in Europa.